# Gortyna goossensi
Gortyna goossensi är en fjärilsart som beskrevs av Dumont 1925. Gortyna goossensi ingår i släktet Gortyna och familjen nattflyn. Inga underarter finns listade i Catalogue of Life.